# 梅灵
梅灵（德語：Mering，發音：[ˈmeːʁɪŋ]）是德国巴伐利亚州施瓦本行政区艾夏赫-弗里德贝格县的市镇，面积26.83平方千米，2023年12月31日人口为15,264人。

## 友好城市
- 法國 昂贝略昂比热（1973年）
- 以色列 卡尔米埃勒（2014年）